# Особисте життя слідчого Савельєва
«Особисте життя слідчого Савельєва» (початкова назва — Кордон слідчого Савельєва) — українсько-російський детективний серіал 2012 року виробництва кіностудії «Піраміда» за участі Одеської кіностудії, що демонструвався в Україні в 2013 році. У серіалі показано життя полковника Слідчого комітету Російської Федерації Миколи Савельєва.

## Сюжет
Старший слідчий з особливо важливих справ Микола Савельєв вирішує вийти у відставку. Треба розібратися з усіма життєвими проблемами — майбутнє розлучення з дружиною, син-студент — і відпочити від обридлої роботи. Не бажаючи розлучатися з цінним працівником начальник штучно затягує підписання рапорту. Савельєв їде на батьківщину — в провінційне місто Степановськ. Тут же, на лісовому кордоні, названому на його честь, далеко від галасливої Москви, Савельєв сподівається осмислити прожите життя. Однак попутно з вирішенням особистих і сімейних питань йому доводиться розплутувати численні справи, які регулярно підкидає керівництво, знайомі та друзі.

## У головних ролях
| Актор                  | Роль |
| ---------------------- | --- |
| Дмитро Марьянов        | Микола Васильович Савельєв старший слідчий з особливо важливих справ, полковник юстиції; з 19-ї серії — полковник юстиції у відставці, консультант |
| Любов Толкаліна        | Таїсія Сергіївна Бєлікова підприємець |
| Нонна Гришаєва         | Тамара Миколаївна дружина Савельєва |
| Юрій Бєляєв            | Борис Борисович Колотов друг і начальник Савельєва в Слідчому комітеті, полковник юстиції; з 19-ї серії — генерал-лейтенант юстиції                |
| Михайло Жигалов        | Петро Гаврилович Форафонтов (Форафонтич) старший єгер                                                                                              |
| Ада Роговцева          | Ангеліна Степанівна тітка Савельєва |
| Олександр Андрієнко    | Федір Силуянович Черанев генерал-майор юстиції |
| Євген Єфремов          | Альберт Іванович Блохін старший слідчий з особливо важливих справ підполковник юстиції                                                             |
| Олександр Суворов      | Георгій Вікторович Ратманів капітан поліції |
| Олена Колесніченко     | Ольга Павлівна Суворова слідчий, старший лейтенант юстиції                                                                                         |
| Геннадій Скарга        | Аркадій Воронов колекціонер, друг Таїсії Бєлікової                                                                                                 |
| Станіслав Ковалевський | батько кур'єра |

## Список серій
- Хрест слідчого Савельєва (1-2-га серії)
- Морські вузли (3-4-та серії)
- Викуп нареченої (5-6-та серії)
- Мисливці (7-8-ма серії)
- Чиста вода (9-10-та серії)
- Ріголетто (11-12-та серії)
- Сеппуку (13-14-та серії)
- Клоп (15-16-та серії)[2]
- Нальотчики (17-18-та серії)
- Прорахунок в тактиці (19-20-та серії)
- Гонка за спадкоємцем (21-22-га серії)
- Термос (23-24-та серії)
- Ферма (25-26-та серії)
- Любов до гроба (27-28-ма серії)
- Перевертень (29-30-та серії)
- Годинник (31-32-га серії)